# Lotus lalambensis
Lotus lalambensis är en ärtväxtart som beskrevs av Georg August Schweinfurth. Lotus lalambensis ingår i släktet käringtänder, och familjen ärtväxter. Inga underarter finns listade i Catalogue of Life.